# برگ بو
برگ بو یا غار با نام علمی لاتین لائوروس نوبیلیس (Laurus nobilis) نام گونه‌ای از سرده برگ بو است. گیاهی خوشبو و همیشه‌سبز است که اصل آن از منطقهٔ مدیترانه است و در تمام مدیترانه به عنوان عطر غذا از آن استفاده می‌شود.
در متون قدیمی‌تر برای برگ بو نام‌های دیگری نیز استفاده می‌شد که از آن جمله‌اند: غار، حب‌الغار، شجرالغار، دهم، دهمست، دَهْمَشْت‎، رند، عمار، و ذاقی.
برگ بو به صورت درختچه و درخت یافت می‌شود. معمولاً در تمام فصول سال سبز است و طول درخت‌های آن به ده متر هم می‌رسد. در بسیاری جاها برای تزیین باغ‌ها استفاده می‌شود، اما استفادهٔ اصلی آن در آشپزی و به عنوان داروی گیاهی است.
در یونان و روم‌باستان، تاجِ تهیه‌شده از برگ‌ها را به‌عنوان جایزه به برندگان بازی‌ها می‌دادند.
براساس مدارک موجود، کاشت درخت برگ بو در ایران از دوره قاجاریه آغاز شده‌است. ناصرالدین شاه نهال‌های آن را از اروپا به ایران آورد و در باغ کاخ گلستان کشت نمود. مظفرالدین شاه نیز کشت این درخت را در دیگر باغ‌های سلطنتی توسعه داد. به عنوان نمونه، درختانی در کاخ وزارت دارایی وجود داشت و در حال حاضر شش درخت کهنسال که احتمالاً مربوط به همان دوران می‌باشد، در ضلع شرقی پارک شهر تهران وجود دارد. از آن به بعد کاشت این درخت در نواحی شمالی ایران، تهران و دیگر نقاط رواج یافته‌است.

## تشریح درخت
برگ بو به صورت درختچه و درخت یافت می‌شود. اقسام کلی آن بین پنج تا ده متر رشد می‌کند.
برگ بو درختی است همیشه‌سبز، دوپایه یا پلی‌گام که ارتفاع آن در نواحی معتدل به ۸ متر و در مناطق گرم تا ۲۰ متر می‌رسد. برگ‌ها به صورت منفرد بر روی شاخه‌ها قرار می‌گیرند. شکل برگ‌ها بیضی کشیده به طول تا ۱۴ و عرض تا ۴/۵ سانتیمتر و لبه آن‌ها موجدار و دندانه دار است. سطح روی برگ، سبز تیره و براق، ولی سطح زیرین کمرنگ‌تر است. این برگ‌ها معطرند و با له شدن بوی بیشتری از خود ساطع می‌کنند. گل‌ها چند تایی و به صورت خوشه به رنگ زرد هستند. میوه برگ بو به صورت سته و تقریباً کروی به قطر حدود یک سانتیمتر، به رنگ بنفش مایل به آبی (ارغوانی) و دارای یک‌دانه می‌باشد. قسمت گوشتی میوه دارای روغنی سبز رنگ و معطر معروف به روغن «لوریه» است. قسمت مورد استفاده گیاه، برگ و میوه آن می‌باشد.
ساقهٔ آن به صورت راست و مستقیم رشد می‌کند و از دور به شکل جام وارونه یا سرو است. برگ‌های آن ساده و همیشه سبز تیره است و بین سه تا نه سانتیمتر رشد می‌کند. میوه (دانه‌های) این درخت طی ماه‌های فروردین و اردیبهشت به بار می‌نشیند و به رنگ سبز مایل به زرد است که طی ماه‌های تابستان به سیاهی می‌گراید.
این درخت از مقاومت خوبی برخوردار است و در مزارع و زمین‌های زیادی با تنوع آب و هوایی مختلف رشد می‌کند، لیکن در مقابل سرمای زیاد حساس است.

## روش تکثیر

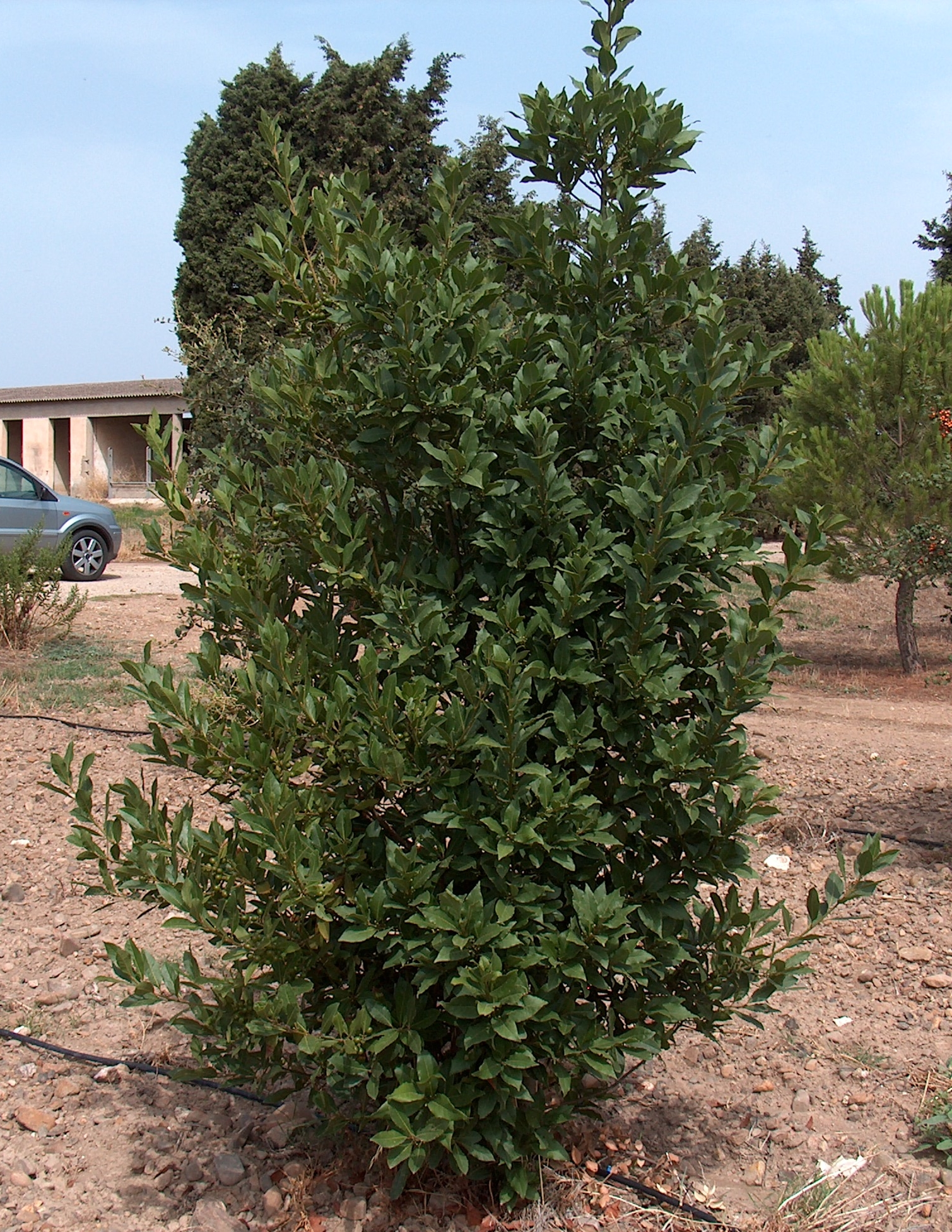
درختچه برگ بو

درخت برگ بو از طریق کشت دانه نشا و قلمه زنی به دست می‌آید، لیکن به دست آوردن آن از طریق کشت دانه فرآیندی کندتر و طولانی‌تر است. از درختان کم توقع به‌شمار می‌آید و نیازمند توجه و مراقبت زیاد نیست و نیازمند آبیاری زیادی نیست.

## بهره‌های گیاهی
این گیاه استفادهٔ گیاهی و دارویی زیادی دارد. در مشهد اروپا و حوزهٔ مدیترانه، آمریکای شمالی و بخشی از مکزیک برای آشپزی استفاده می‌شود. باید توجه داشت که برگ‌های خشکاندهٔ درخت در آشپزی استفاده می‌شود و نه برگ‌های سبز آن، زیرا برگ‌های سبز ممکن است خواص منفی داشته باشد. چنانچه برای طعم و عطر بخشیدن به غذا به ویژه غذاهای گوشتی و ماهی از این گیاه استفاده می‌کنید، لازم است برگ خشکیدهٔ آن را به صورت درسته و کامل در غذا بیندازید و پیش از سرو غذا آن را از ظرف خارج کنید؛ زیرا خوردن این برگ معمول نیست و دارای طعمی قوی است.
استفادهٔ زیاد از این گیاه (بیش از چند برگ در غذا) ایجاد مسمومیت می‌کند.
در پزشکی برای تقویت معده و به عنوان اشتهاآور و نیز برای هضم غذا و به عنوان ادرارآور استفاده می‌شود. همچنین از جوشانده و روغنی که از آن تهیه می‌شود در تورم‌های موضعی استفاده می‌کنند.
برگ بو کاربرد فراوانی در عطر‌سازی دارد. نت برگ بو به عنوان یک ایجاد کنننده فضای سبز و معطر هم در عطرهای زنانه و هم مردانه شناخته می‌شود.